# 山国神社

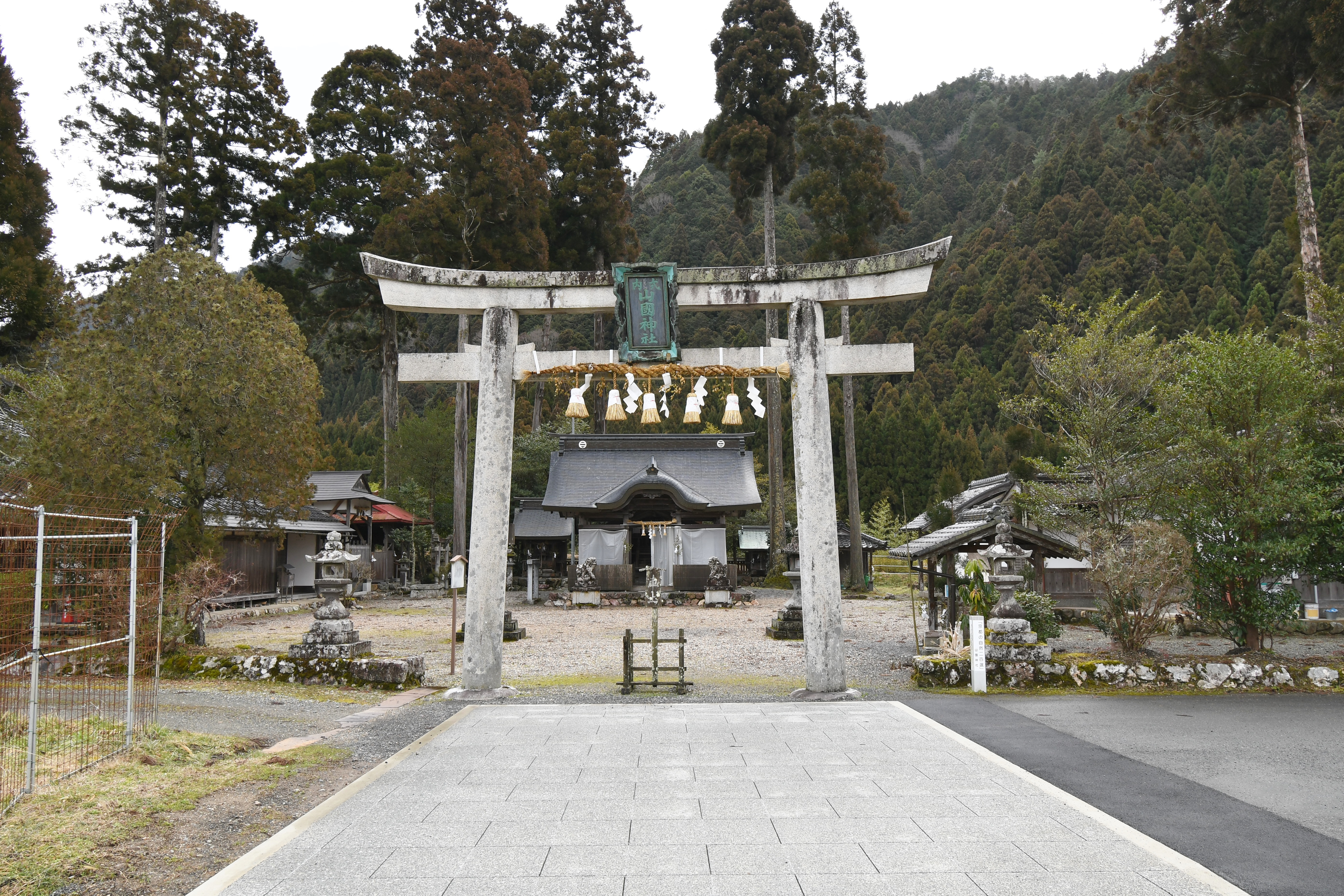
鳥居

山国神社（やまぐにじんじゃ）は、京都市右京区京北鳥居町にある神社。式内社で、旧社格は府社。

## 歴史
794年（延暦13年）の平安遷都に際し木材を山国杣より運ぶこととなり、宝亀年間（770年-780年）に修理職が本殿を造営したとされる。造営に際し和気清麻呂が祭主として奉仕した。1016年（長和5年）三条天皇から神位正一位を贈られ御祈願所として菊花の紋章が贈られた。この紋は秋季例祭の神輿などに見られる。源平の乱により破壊されたが1233年（天福元年）四条天皇により再建される。しかし1333年（元弘3年/正慶2年）、元弘の乱によりまたも破却される。1370年（応安3年）に足利義満の臣細川頼之が山国荘に蟄居し、3年後復職の折に本社復興を執奏し、1399年（応永6年）に社殿を復旧し綸旨を賜る。この時足利義満が丸に二つ引きの紋を奉納し以来この紋章を神社の紋章とする。その後戦国時代に破壊されるが1596年（慶長元年）後陽成天皇により再建される。

1873年（明治6年）郷社に、1900年（明治33年）府社に列格された。この間、山国隊西軍沙汰人・藤野齋が宮司となった。現在は齋の玄孫が宮司を継いでいる。

## 境内

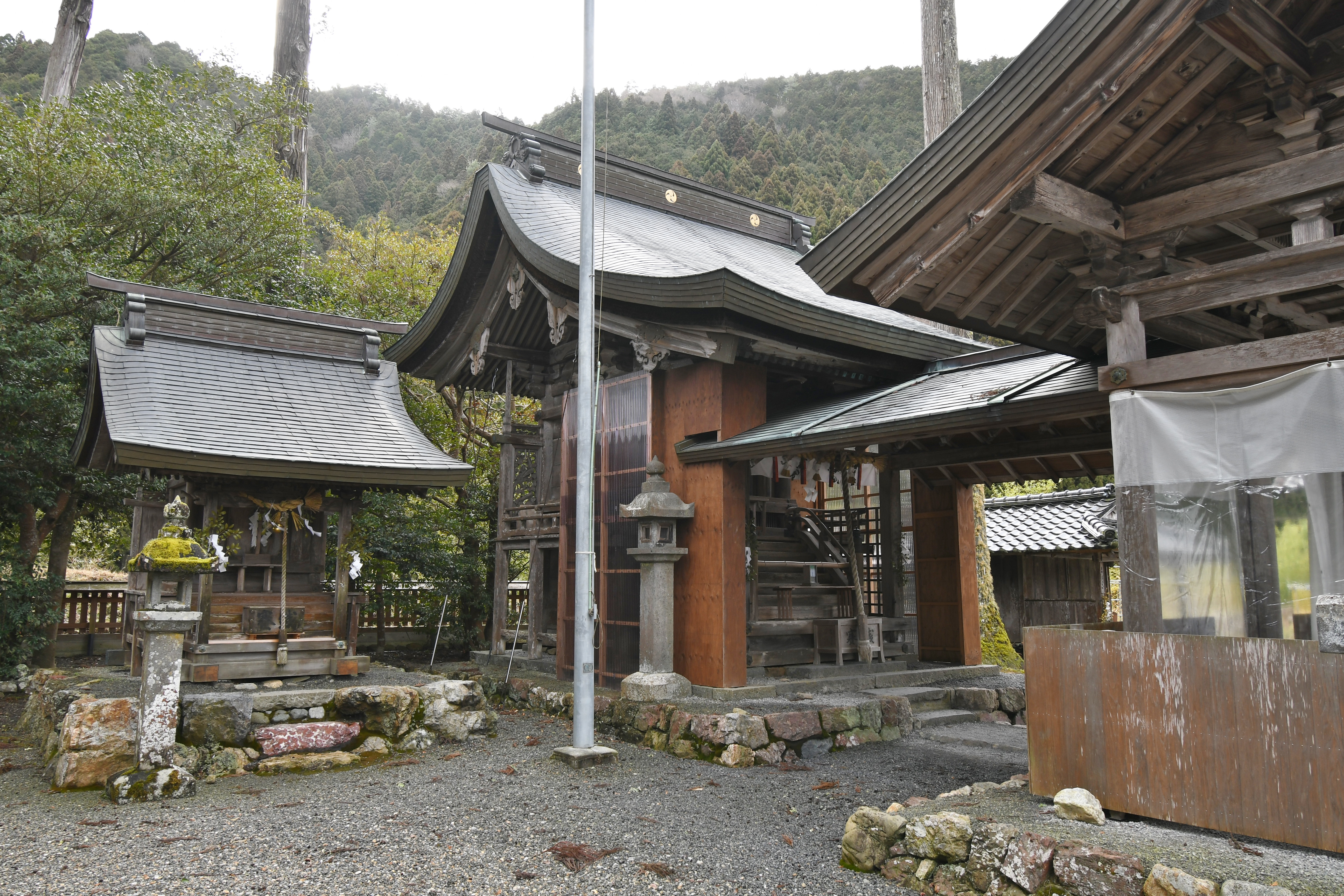
本殿
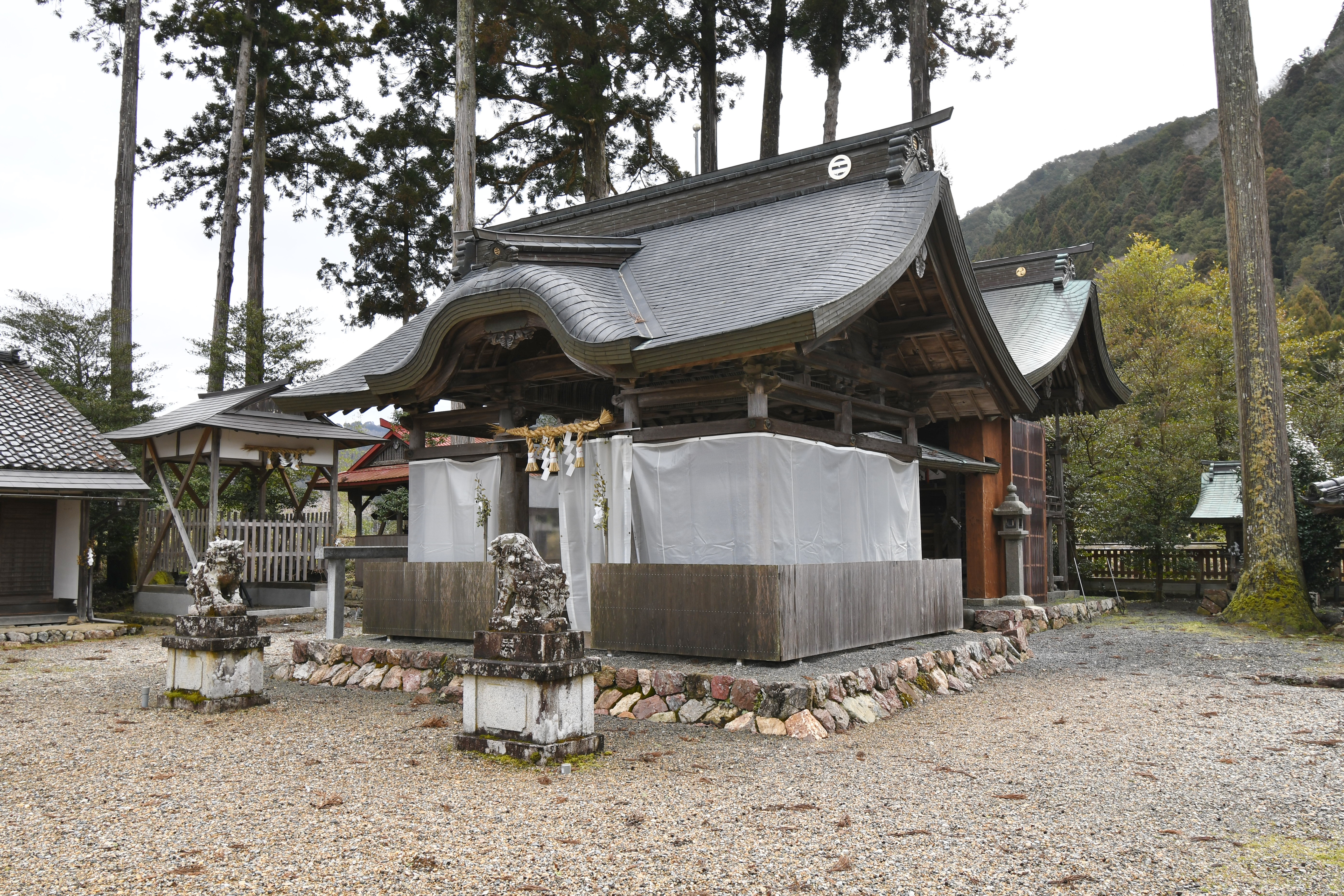
拝殿
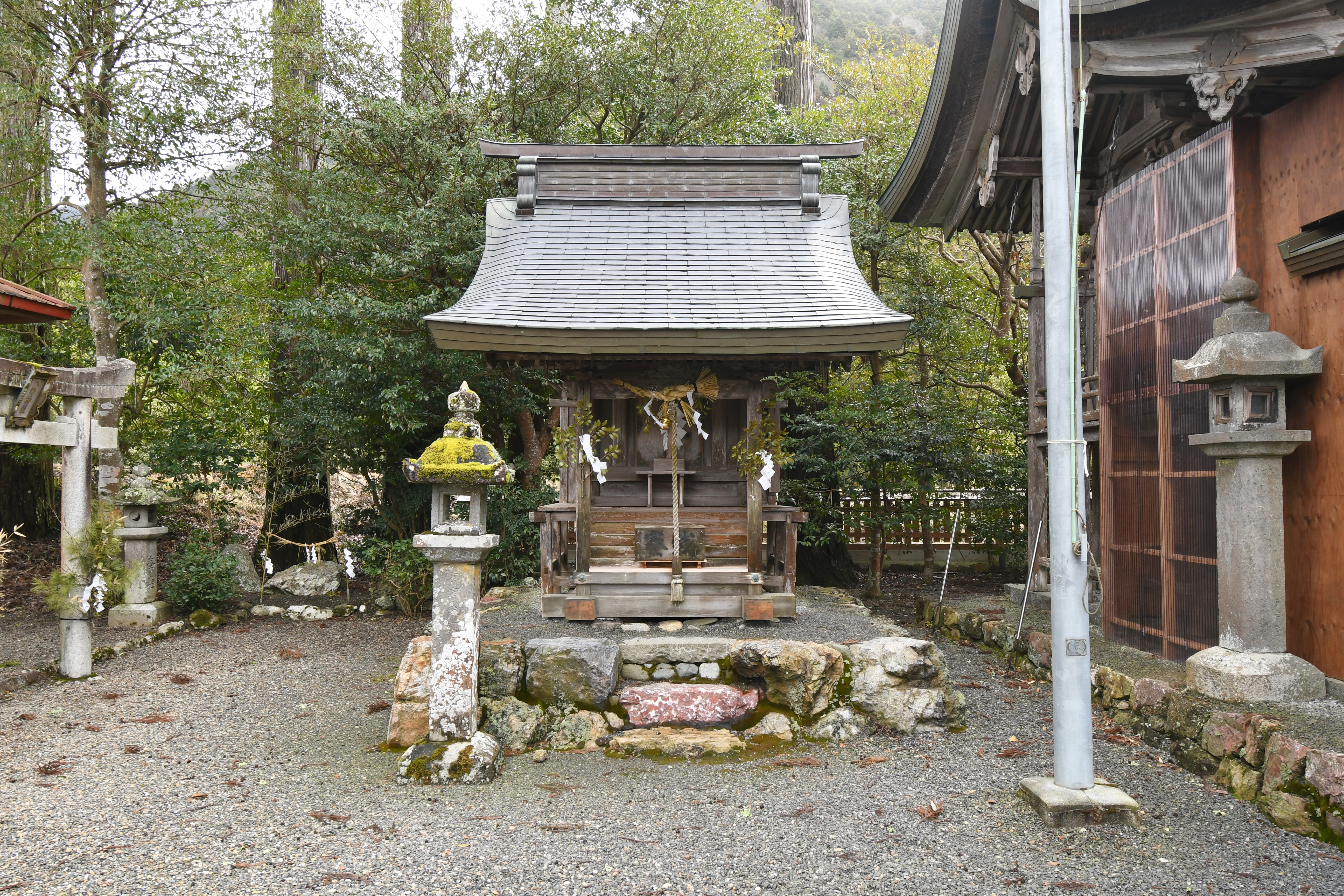
境内社

## 例祭
10月第2日曜日 還幸祭（山国隊鼓笛行進の奉納）

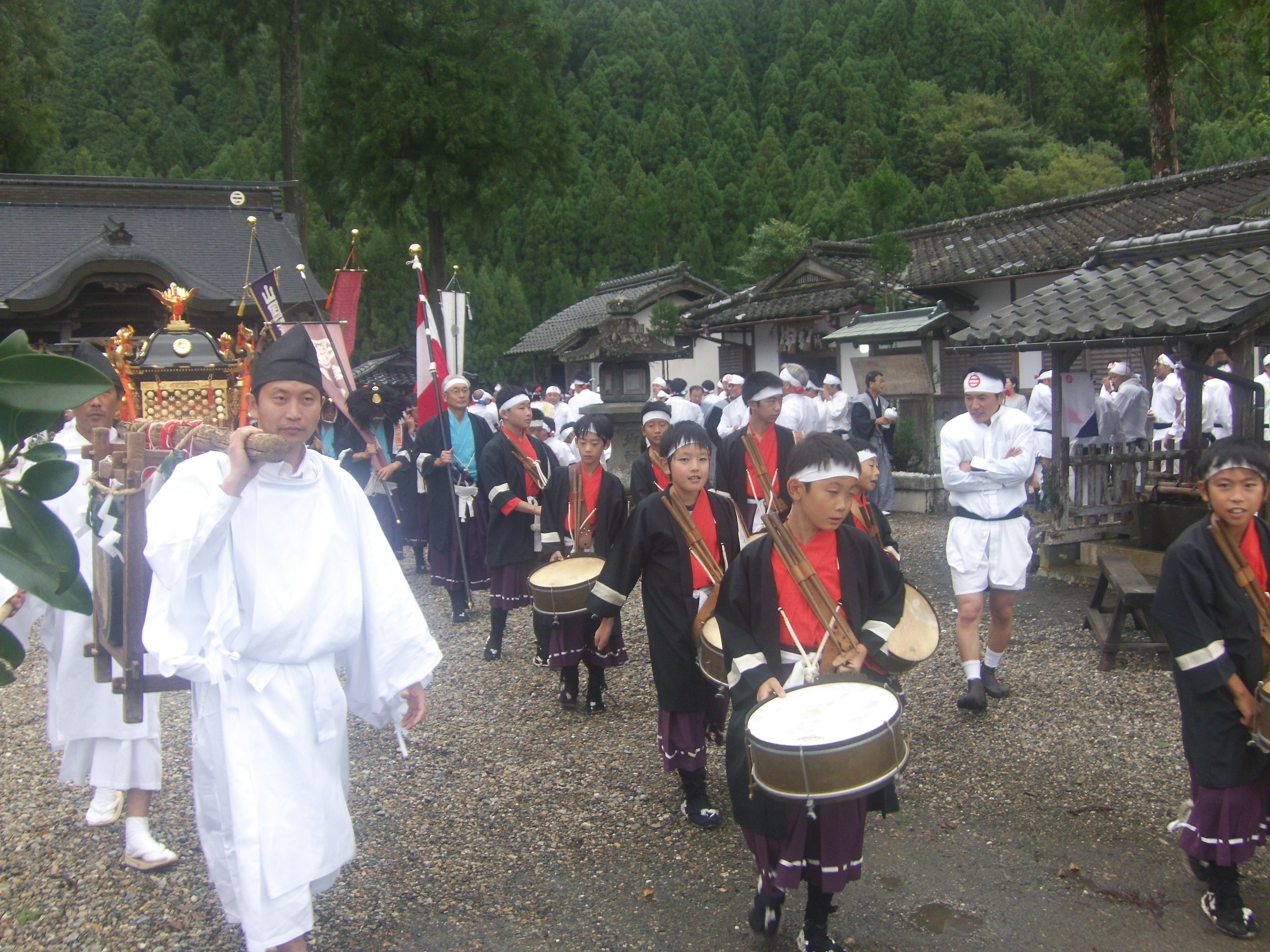
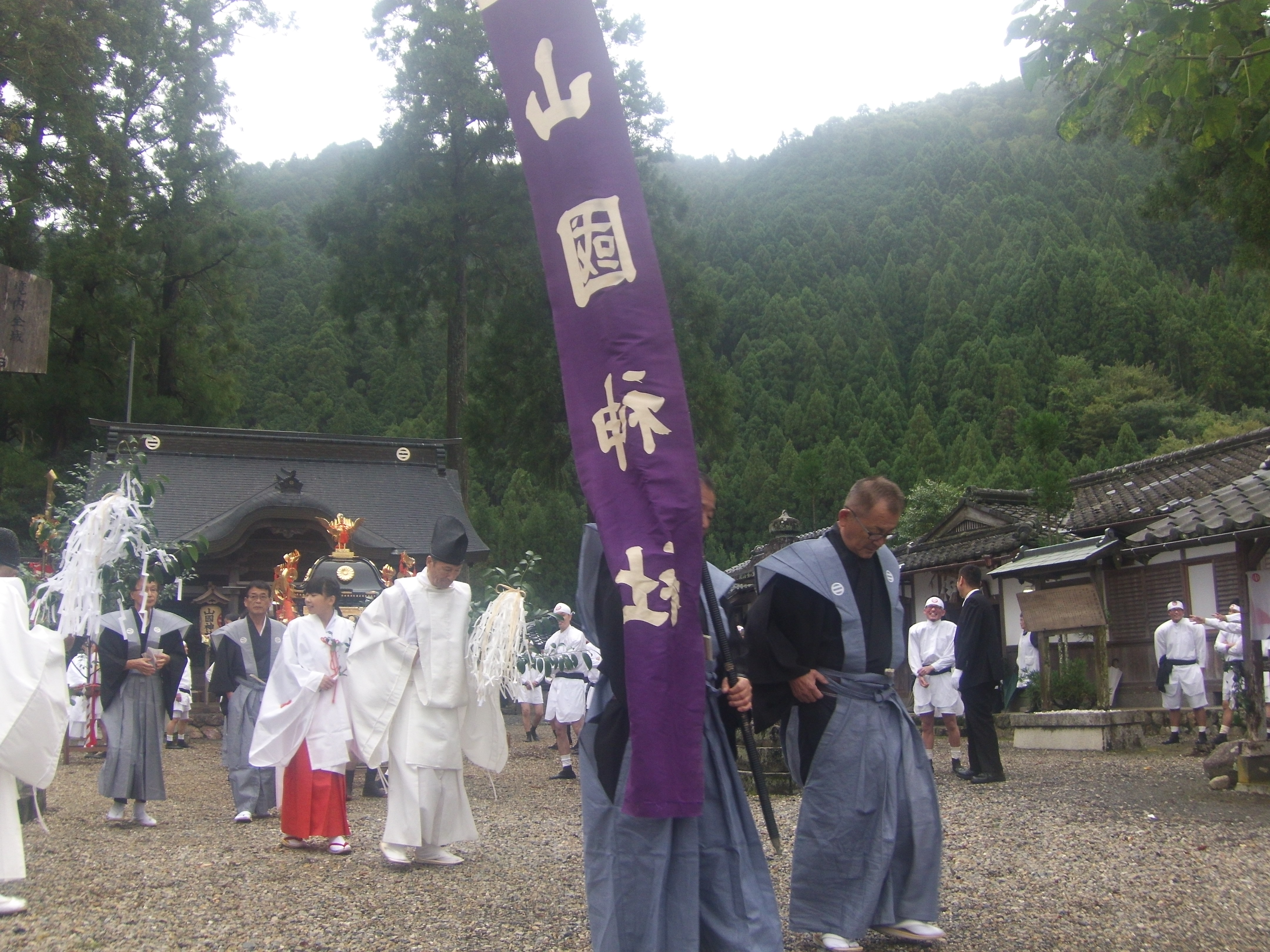
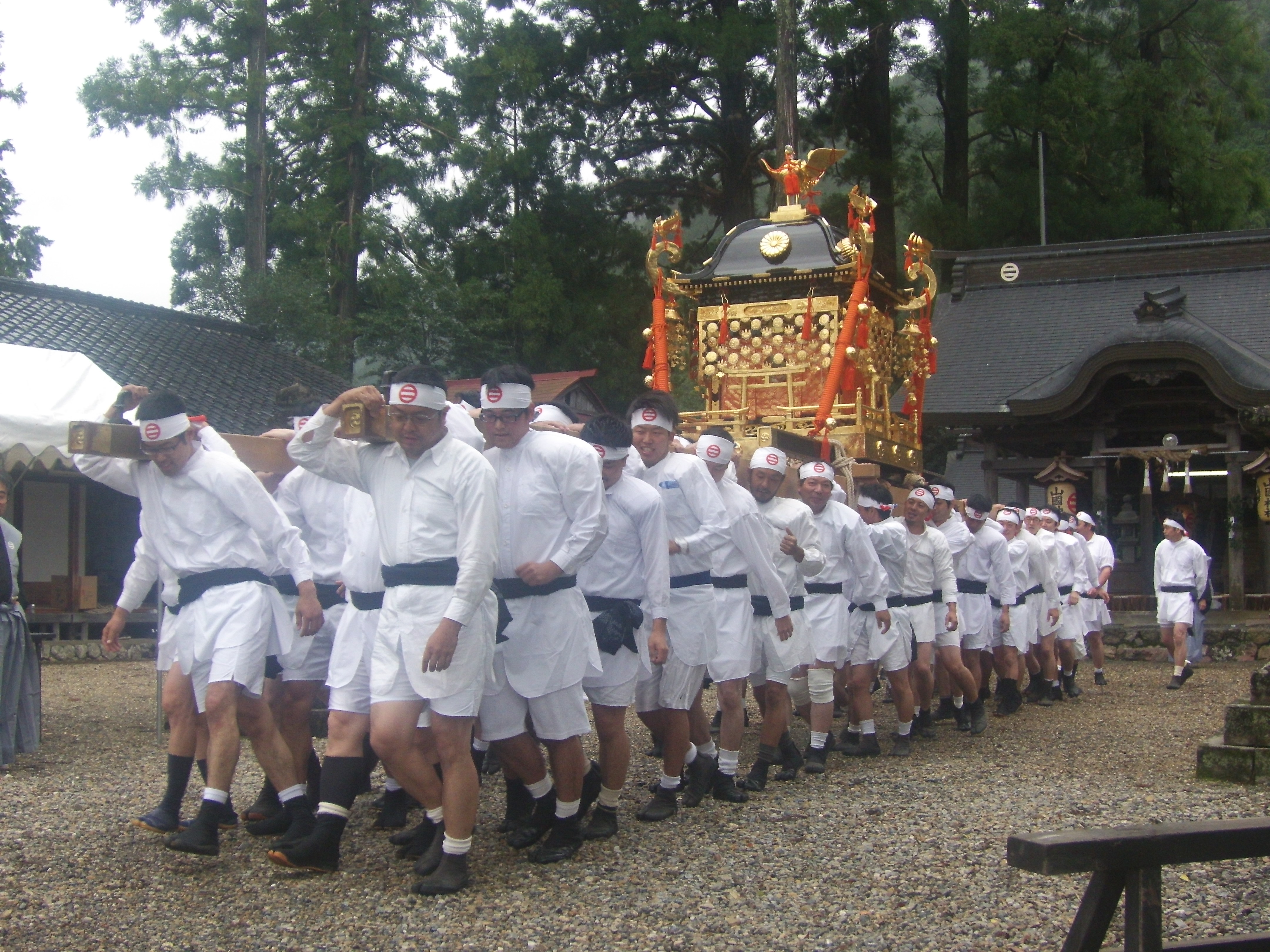
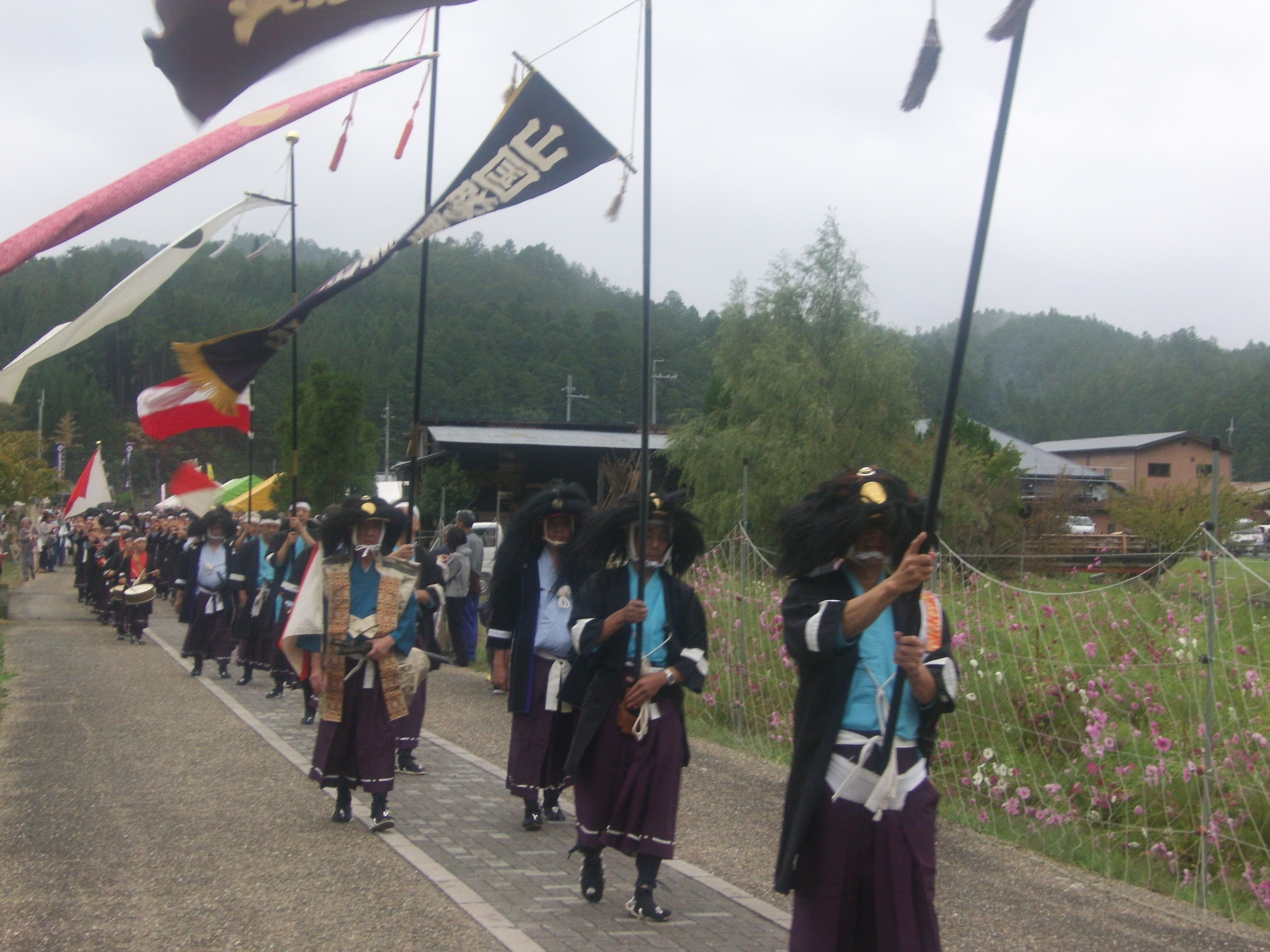
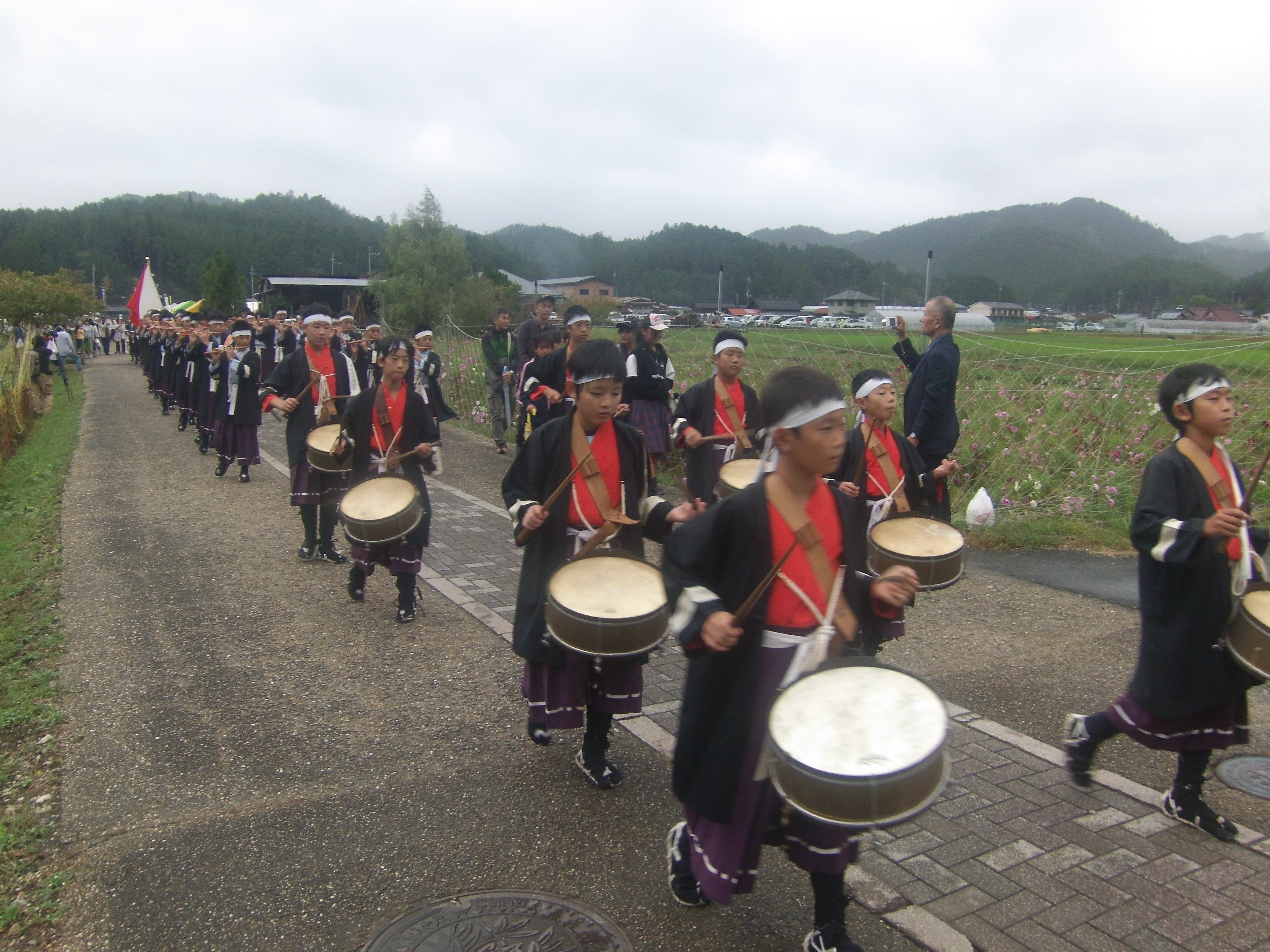